# アーバンパークライナー
アーバンパークライナーは、かつて東武鉄道が浅草駅 - 大宮駅・柏駅間などを伊勢崎線（東武スカイツリーライン）・野田線（東武アーバンパークライン）で運行していた特別急行列車である。本項では、浅草駅 - 春日部駅間で現在も運行されている「スカイツリーライナー」についても記述する。
一部の案内では、料金体系が同じアーバンパークライナーとスカイツリーライナーを合わせて「特急ライナー」とくくられていた。アーバンパークライナーの運転取りやめ以降は、スカイツリーライナーのみ「特急ライナー」と案内されている。

## 概要
2016年10月27日に、500系電車「リバティ」の愛称が発表されたのと同時に運行開始が公表された。
2017年4月21日のダイヤ改正より運行を開始。野田線（東武アーバンパークライン）では初の定期有料列車であり、同時に定期列車では初の伊勢崎線（東武スカイツリーライン）直通列車となった。
2024年3月16日のダイヤ改正で一旦設定が取りやめられた。これは春日部駅の高架化工事の進捗により、伊勢崎線と野田線を結ぶ渡り線がなくなることが要因とされており、高架化工事完了後に再設定するかどうかを検討する予定にしている。

## 運行概況
平日夜間のみの設定で、浅草発大宮・柏行き（1号）、大宮 - 柏間の2往復（2 - 5号）、大宮発運河行き（6号）、柏発春日部行き（7号）の計7本が運行されていた。
そのうち1号は多層建て列車で、途中の春日部駅で分割され、柏行きは春日部駅から進行方向を変えていた。浅草発大宮行きの野田線内は上り列車だが、号数は浅草からの引き続きで奇数のままであり、それに合わせ柏発も上り列車だが号数は奇数、大宮発は下り列車であるが号数は偶数となっていた。
列車番号は伊勢崎線・野田線で異なる付番で、両線とも下り列車は奇数、上り列車は偶数が原則であるため、春日部駅を境に列車番号は別建てであり、野田線内は号数と一致しなかった。列車番号の付番方法については「列車番号の付番方法#伊勢崎線（東武スカイツリーライン区間を含む）・日光線および野田線を除く支線」および「列車番号の付番方法#野田線（東武アーバンパークライン）」を参照。
土休日は全列車運休であったが、浅草発の列車は、浅草 → 春日部間で「スカイツリーライナー」が同時刻に運行されていた。

### 停車駅
- 浅草発大宮行き（1号）
浅草駅 - とうきょうスカイツリー駅 - 曳舟駅 - 北千住駅 - せんげん台駅 - 春日部駅 - 八木崎駅 - 豊春駅 - 東岩槻駅 - 岩槻駅 - 大宮駅

- 浅草発柏行き（1号）
浅草駅 -（この間大宮行きに併結）- 春日部駅 - 藤の牛島駅 - 南桜井駅 - 川間駅 - 七光台駅 - 清水公園駅 - 愛宕駅 - 野田市駅 - 梅郷駅 - 運河駅 - 流山おおたかの森駅 - 柏駅

- 野田線内発着（2 - 7号）
大宮駅 - 岩槻駅 - 春日部駅 - 藤の牛島駅 - 南桜井駅 - 川間駅 - 七光台駅 - 清水公園駅 - 愛宕駅 - 野田市駅 - 梅郷駅 - 運河駅 - 流山おおたかの森駅 - 柏駅
  - 八木崎駅・豊春駅・東岩槻駅は浅草発のみ停車し、野田線内運行の列車は停車しなかった。
  - 6号は大宮発運河行き、7号は柏発春日部行き。

### 使用車両
500系電車「リバティ」を使用していた。1号は春日部駅まで6両で運行したのち1 - 3号車を大宮行きに、4 - 6号車を柏行きの3両に分割して運行していた。1号以外は全区間3両編成で運行された。
最終運用となる大宮発運河行き（6号）、柏発春日部行き（7号）終着後は併合せず3両編成のまま別個に北春日部（南栗橋車両管区春日部支所）へ回送されていた。
なお、2020年3月13日まで運行されていた浅草発大宮行き（当時の1号）は、春日部駅で分割せずに6両のまま大宮へ向かい、大宮から浅草へ回送されていた。

### 料金制度
全列車が全車指定席であった。ただし、浅草発はせんげん台駅、大宮発は春日部駅、柏発は運河駅より先では乗車券のみで利用できた。
| 方向 | 乗車駅                                  | 特急料金（円） |
| ---- | --------------------------------------- | -------------- |
| 上り | 柏 流山おおたかの森                     | 320            |
| 下り | 浅草 とうきょうスカイツリー 曳舟 北千住 | 420            |
| 下り | 大宮 岩槻                               | 320            |

座席指定区間内の乗降口は浅草発は途中のとうきょうスカイツリー駅・曳舟駅・北千住駅の各駅を含み6両全開扉するが、大宮発（岩槻駅を含む）および柏発（流山おおたかの森駅を含む）では3両編成の2号車1か所のみ開扉した。座席指定解除後は全開扉する。

## スカイツリーライナー
スカイツリーライナーは、浅草駅 - 春日部駅間で運行される特急列車である。2017年4月21日のダイヤ改正より、区間運転の「けごん」「きりふり」を転換する形で運行開始した。
2023年8月現在、下りは夜間・上りは朝に各1本（土休日は2本）運行されている。なお、下り列車は2020年6月6日にいったん廃止されたが、2022年3月のダイヤ改正より「けごん」「リバティけごん」を区間短縮する形で再度設定された。
「スカイツリーライナー」の列車号数は特急「けごん」「きぬ」の列車号数順と比較し、下りは独立しているが上りは通しとなっている。また列車番号については「けごん」「きぬ」との通し番号となっている。

### 停車駅
浅草駅 - とうきょうスカイツリー駅 - 曳舟駅 - 北千住駅 -（せんげん台駅）- 春日部駅
- せんげん台駅は下り列車のみ停車。

### 使用車両
- 500系（リバティ）：1号・2号（6両編成）、3号・4号（3両編成）

### 料金制度
全列車が全車指定席である。ただし、浅草発はせんげん台駅より先では乗車券のみで利用できる。
| 方向   | 乗車駅                             | 特急料金（円） |
| ------ | ---------------------------------- | -------------- |
| 上り   | 春日部                             | 550            |
| 両方向 | 北千住 曳舟 とうきょうスカイツリー | 420            |
| 下り   | 浅草                               | 420            |

座席指定区間内の乗降口は、浅草発は途中のとうきょうスカイツリー駅・曳舟駅・北千住駅の各駅を含み6両全開扉した。

## 野田線優等列車沿革
※便宜上、「スカイツリーライナー」の沿革も記述する。
- 1969年（昭和44年）9月27日：春・秋の臨時列車として5700系を使用した大宮発の急行「きりふり」・「りゅうおう」を設定。
  - 「きりふり」：日曜・祝日の朝方に東武日光行き、夕方は大宮行きを運転。
  - 「りゅうおう」：土曜日の昼に鬼怒川温泉行きのみ運転。
  - 途中停車駅は岩槻・春日部・下今市であった。
- 1972年（昭和47年） 11月11日：「きりふり」・「りゅうおう」運行終了。
- 2012年（平成24年）
  - 12月1日：634型を使用した臨時特急「スカイツリートレイン」4号大宮発浅草行きを土曜日限定で運行開始。「きりふり」・「りゅうおう」廃止以来40年ぶりに野田線に一般向け優等列車が設定される。
- 2015年（平成27年）
  - 8月8日：臨時特急「スカイツリートレイン」52号大宮発浅草行きを土曜日限定で運行開始[12]。
  - 12月4日：同月中の金曜日（25日除く）限定で、300系を使用した臨時特急「きりふり」267号浅草発運河行きが運行[13]。野田市方面初の優等列車であり、東武鉄道では初の千葉県内を運行する特急となった。
- 2016年（平成28年）
  - 3月19日：「スカイツリートレイン」52号運行終了。
  - 12月3日：臨時特急「きりふり」267号運行[14]。運行形態は2015年と同様（23日・30日は運休）。
- 2017年（平成29年）
  - 4月8日：「スカイツリートレイン」4号運行終了[15]。
  - 4月21日：「アーバンパークライナー」「スカイツリーライナー」運行開始。
    - 「アーバンパークライナー」は浅草発大宮行き（1号）、浅草発大宮・野田市行き（3号、浅草 - 春日部間併結）、大宮発運河行き（2号）を平日夜に設定（休日運休）。
- 2020年（令和2年）
  - 3月16日：平日夜に柏発春日部行き「アーバンパークライナー」（73号）を新設[16][7]。1号は春日部行きに短縮し「スカイツリーライナー」7号に、2号は新たに岩槻駅に停車し72号に、3号の野田市行きは柏行きに延長し、大宮行きと共に71号に変更。
  - 6月6日：大宮 - 柏間で「アーバンパークライナー」2往復（2 - 5号）新設[17]。71号は時刻を繰り上げて新たに曳舟駅に停車し1号に、72号は6号に、73号は7号に変更。一方で下りの「スカイツリーライナー」は休止。
  - 8月18日：「スカイツリーライナー」4号において、土休日の使用車両を100系から500系に変更[18]。
- 2022年（令和4年）3月12日 ：「スカイツリーライナー」の下り列車を再設定[19]。
- 2024年（令和6年）3月16日：ダイヤ改正により、「アーバンパークライナー」の運行を取り止め[5]。代替として、浅草発春日部行き「スカイツリーライナー」1号（平日）と、大宮発野田市行き普通列車を新設。